# Almukantarát

Almukantarát vyznačen červeně

Almukantarát je pomyslná azimutální kružnice na nebeské sféře rovnoběžná s obzorem. Hvězdy ležící na jednom almukantarátu mají stejnou výšku nad obzorem. Almukantarátů je nekonečně mnoho. Nejmenší almukantarát je zenit, největší horizont.